# Malmsjön, Blekinge
Malmsjön är en sjö i Karlskrona kommun i Blekinge och ingår i Bruatorpsåns huvudavrinningsområde. Sjön är 10,5 meter djup, har en yta på 0,19 kvadratkilometer och befinner sig 81,8 meter över havet. Sjön avvattnas av vattendraget Hulekvillen. Vid provfiske har abborre, gädda, mört och sarv fångats i sjön.

## Delavrinningsområde
Malmsjön ingår i det delavrinningsområde (625098-150315) som SMHI kallar för Mynnar i Bruatorpsån. Medelhöjden är 76 meter över havet och ytan är 20,38 kvadratkilometer. Det finns inga avrinningsområden uppströms utan avrinningsområdet är högsta punkten. Hulekvillen som avvattnar avrinningsområdet har biflödesordning 2, vilket innebär att vattnet flödar genom totalt 2 vattendrag innan det når havet efter 22 kilometer. Avrinningsområdet består mestadels av skog (80 %). Avrinningsområdet har 0,64 kvadratkilometer vattenytor vilket ger det en sjöprocent på 3,1 %.